# Maria Ceiça
Maria Ceiça (Rio de Janeiro, 18 de outubro de 1965), nome artístico de Maria da Conceição Justino de Paula, é uma atriz brasileira.

## Biografia
Maria Ceiça é uma atriz, cantora e apresentadora brasileira, nascida na cidade do Rio de Janeiro e com respeitável carreira no teatro, no cinema e na televisão.
Formada pela Escola de Teatro Martins Pena, começou a sua carreira profissional em 1989, na Rede Globo, com a novela Pacto de Sangue. Desde então, atuou em várias novelas pela Rede Globo e pela Rede Record, interpretando personagens que ficaram no inconsciente do público brasileiro e lusófono, tais como a Tuquinha Batista de Felicidade, ou a Márcia de Por Amor, ambas do autor Manoel Carlos.
Ganhadora do Troféu Andorinha, Prêmio Especial do Júri, do Festival de Cinema de Países de Língua Portuguesa em 2006 e Homenageada Especial no African Film Festival em Nova York em 2005, ela atuou em vários filmes, entre os quais importantes produções brasileiras e internacionais, como As Filhas do Vento (Brasil), vencedor de 6 Kikitos no Festival de Gramado, Cruz e Sousa, o Poeta do Desterro (Brasil), O Testamento do Sr. Napomuceno (Cabo Verde), vencedor do Kikito de melhor Filme no Festival de Gramado de 1997, Se eu fosse você (Brasil), assim como no principal papel feminino do filme O Herói (Angola), vencedor do Grande Prêmio no Sundance Festival, de 2004.
Nos palcos, ela atuou em mais de 15 peças de teatro, dentre as quais grandes sucessos como Boeing-boeing, A Lua que me Instrua e Os Negros, de Jean Genet, além de ter feito turnês em dois shows, atuando como cantora de repertório baseado na MPB.
Como apresentadora, está desde 1997 na TV Escola, um canal de educação dirigido aos professores e alunos das escolas públicas do Brasil.
Em 2007 exerceu a função de Superintendente da Igualdade Racial, na Secretaria de Assistência Social e Direitos Humanos do Estado do Rio de Janeiro.
Atualmente, Maria Ceiça está à frente da Produtora Luminis Produções Artísticas.

## Filmografia

### Televisão
| Ano  | Título                           | Personagem            | Notas                      |
| ---- | -------------------------------- | --------------------- | -------------------------- |
| 2024 | Vicky e a Musa                   | Clotilde Gutierrez    |                            |
| 2023 | Elas por Elas                    | Marlene Ferraz        |                            |
| 2022 | Travessia                        | Drª. Rosângela Mattos | Episódio: "29 de novembro" |
| 2019 | Sob Pressão                      | Dona Marleide         | Episódio: "13 de junho"    |
| 2017 | Conselho Tutelar                 | Dora                  |                            |
| 2015 | Os Dez Mandamentos               | Princesa Nayla        |                            |
| 2010 | A História de Ester              | Quinlá                |                            |
| 2008 | Os Mutantes: Caminhos do Coração | Rosana Magalhães      |                            |
| 2007 | Caminhos do Coração              | Rosana Magalhães      |                            |
| 2005 | Prova de Amor                    | Marília Padilha       |                            |
| 2002 | Sandy & Junior                   | Esmeralda             | Episódio: "Noite Feliz"    |
| 2000 | Uga Uga                          | Rosa Fontes           |                            |
| 1999 | Chiquinha Gonzaga                | Divina                |                            |
| 1999 | Você Decide                      | —                     | Episódio: "O Juízo"        |
| 1998 | Você Decide                      | —                     | 2 episódios                |
| 1997 | Por Amor                         | Márcia                |                            |
| 1995 | Tocaia Grande                    | Rufina                |                            |
| 1993 | Fera Ferida                      | Ingrácia dos Anjos    |                            |
| 1991 | Felicidade                       | Tuquinha Batista      |                            |
| 1990 | Mãe de Santo                     | Filha de Conceição    | [ 5 ]                      |
| 1989 | Pacto de Sangue                  | Joana                 |                            |

### Cinema
| Ano  | Título                                  | Personagem       | Notas          |
| ---- | --------------------------------------- | ---------------- | -------------- |
| 2022 | A Batalha de Shangri-lá                 | Júlia            |                |
| 2012 | O Grande Kilapy                         | Mãe de Joãozinho |                |
| 2008 | Vista Minha Pele                        | Prof. Janine     | Curta-metragem |
| 2006 | Se Eu Fosse Você                        | Márcia           |                |
| 2005 | As Filhas do Vento                      | Selminha         |                |
| 2005 | Nem o Céu, Nem a Terra                  | Mãe              | Curta-metragem |
| 2004 | O Moleque                               | Evangelina       | Curta-metragem |
| 2004 | O Herói                                 | Maria Bárbara    |                |
| 2003 | My Father, Rua Alguem 5555              | Jornalista       |                |
| 2003 | Aleijadinho - Paixão, Glória e Suplício | Helena           |                |
| 1999 | Orfeu                                   | Carmen           |                |
| 1998 | Cruz e Sousa, o Poeta do Desterro       | Gavíria          |                |
| 1997 | O Testamento do Sr. Napomuceno          | Graça            |                |
| 1997 | Carlota Joaquina, Princesa do Brazil    | Gertrudes        |                |

## Teatro[11]
- 1999 - O Século do Progresso
- 1993 - O Cemitério dos Vivos